# Burchard von Michelbach
Burchard von Michelbach (* 12. Jahrhundert; † 21. August 1162 in Straßburg) war Fürstbischof von Straßburg von 1141 bis 1162 unter der Herrschaft des römisch-deutschen Königs Konrad III. und des Kaisers Friedrich I., während der Pontifikate von Innozenz II., Cölestin II., Lucius II., Eugen III., Anastasius IV., Hadrian IV. und Alexander III. Seine Diözese lag in der Mainzer Metropolitanprovinz unter der Schirmherrschaft der Erzbischöfe Markolf von Mainz, Heinrich I. von Mainz, Arnold von Selenhofen, Rudolf von Zähringen, Christian I. von Buch und Konrad I. von Wittelsbach. 

## Herkunft und Familie
Er ist in Gaggenau-Michelbach aus dem Ortsadel geboren und starb 1162 in Straßburg. Burchard war der Neffe des Straßburger Bischofs Kuno von Michelbach. 
Im 11. Jahrhundert erbaute ein Adliger namens Werinhardus aus dem Ufgau unrechtmäßig eine Burg namens „Michilenbach“ auf dem Michelbacher Schlossberg. Nach dem Tod Kaiser Heinrichs III., der den Bau der Burg Michilenbach rechtmäßig bestritt und abreißen ließ, konnten dessen Söhne, Eberhardus und Kuno, die Burg wieder aufbauen. Somit müsste Burchard als Neffe von Kuno Nachkomme von Eberhardus sein.
Burchard von Michelbach darf nicht mit dem kurz nach seinem Tod wirkenden gebürtigen Kölner Burchard von Straßburg, Vizedominus des Bischofs von Straßburg, kaiserlicher Notar am zweiten Zug Kaiser Friedrichs I. nach Italien, verwechselt werden.

## Leben und Wirken

### Vom Amtsantritt zur Krönung von Friedrich I.
Er war Stiftsherr vom Straßburger Münster und Propst der Kollegialen von Haslach und Jung-Sankt Peter, als er vom Kapitel gewählt wurde.
Konrad III. hielt sich in Straßburg vom 30. März bis zum 10. April 1141 auf. Er feierte das Osterfest in Anwesenheit zahlreicher Fürsten und hielt einen Hoftag ab. Zu diesem Anlass wurde der neue Bischof Burchard feierlich eingesetzt.
Burchard weihte die Kapelle des Spitals zu Straßburg zu Ehren Marias und des Heiligen Erhard im Jahr 1143 ein. Er beschenkte sie mit zahlreichen Gütern und nimmt deshalb einen privilegierten Platz unter den Wohltätern dieses Spitals ein. Auf  Intervention der Königin Gertrud und auf Bitten von Bischof Burchard, des Klerus und Volks von Straßburg akzeptierte am 11. Juli 1143 der römisch-deutsche König Konrad, das dortige Hospital mit allem Zubehör in seinen Schutz zu nehmen, und bestätigte den Spitalmeister Bruder Ulrich in seinem Amt.
Am 25. Oktober 1143 ließ Burchard das Grab des heiligen Florenz zu Haslach eröffnen und bestätigte durch einen feierlichen Akt, dass die Gebeine des Heiligen in Haslach weiter ruhen und nicht nach Straßburg übertragen werden sollten. 
Er widmete sich anfangs dem Wiederaufbau des Münsters und der Kirche von Sankt Thomas; beide wurden im Jahr 1144 durch das Feuer beschädigt. Sämtliche schriftliche Urkunden gingen dabei verloren. Burchard erlebte noch die alte, sogenannte ottonische Kathedrale, da der Bau des jetzigen Münsters erst ein halbes Jahrhundert nach seinem Tod begonnen wurde. 

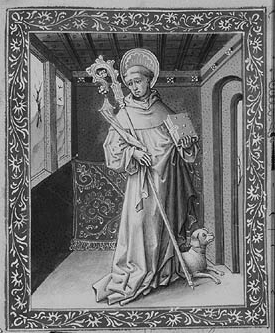
Bernhard von Clairvaux, von Jean Le Tavernier, 1450

Am vierten Adventssonntag, dem 23. Dezember 1145, empfing Burchard den heiligen Bernhard von Clairvaux, der in Begleitung des Bischofs von Basel, Ortlieb von Frohburg, nach Straßburg gekommen war. Dort las er im Münster die Heilige Messe. Darauf begab er sich nach Speyer mit einem Schiff auf dem Rhein, um dort im Dom den Kreuzzug in Anwesenheit des Königs Konrad zu predigen. Eigentlich hatte der Papst den französischen König Ludwig VII. zum Kreuzzug aufgerufen, aber die Päpstliche Bulle scheint den Monarchen nicht erreicht zu haben. Konrad III. nahm das Kreuz am 27. Dezember 1145, aber er scheiterte und kam schmählich nach Hause zurück. Der eigentliche zweite Kreuzzug geschah zwei Jahre später, ebenfalls von Bernhard von Clairvaux und dem Pontifex Eugen III. gepredigt.

### Ein schismatischer Bischof für den Gegenpapst Viktor IV.
Friedrich Barbarossa folgte am 9. März 1152 seinem Onkel Konrad auf dem deutschen Thron nach. Hadrian IV. krönte ihn am 18. Juni 1155 zum Kaiser. Er war im Elsass in Hagenau groß geworden und besuchte deshalb die Heimat gleich beim Beginn seiner Regierung. Die Reichsinsignien verblieben übrigens während 46 Jahre in Hagenau, von wo sie der Reichskanzler Konrad III. von Scharfenberg, Bischof von Speyer, auf den Trifels brachte.
Am 27. Januar 1153 stattete er dem Frauenkloster Hohenburg auf dem Odilienberg einen Besuch ab, dem heute bedeutendsten Wallfahrtsort des Elsass. Seine Begleiter waren Arnold I., Erzbischof von Köln, und die Oberhäupter der zwei Diözesen für das Elsass, der Bischof Burchard von Straßburg und Ortlieb von Frohburg, der Bischof von Basel. Dazu gesellten sich zahlreiche Äbte, Herzöge, Grafen und Herren. Am 12. Juli 1153 residierten sie in Erstein. 
Im selben Jahr konsekrierte Burchard im Straßburger Münster die Kapelle Sankt Martin, die später durch die Sakristei der Domherren ersetzt wurde. 

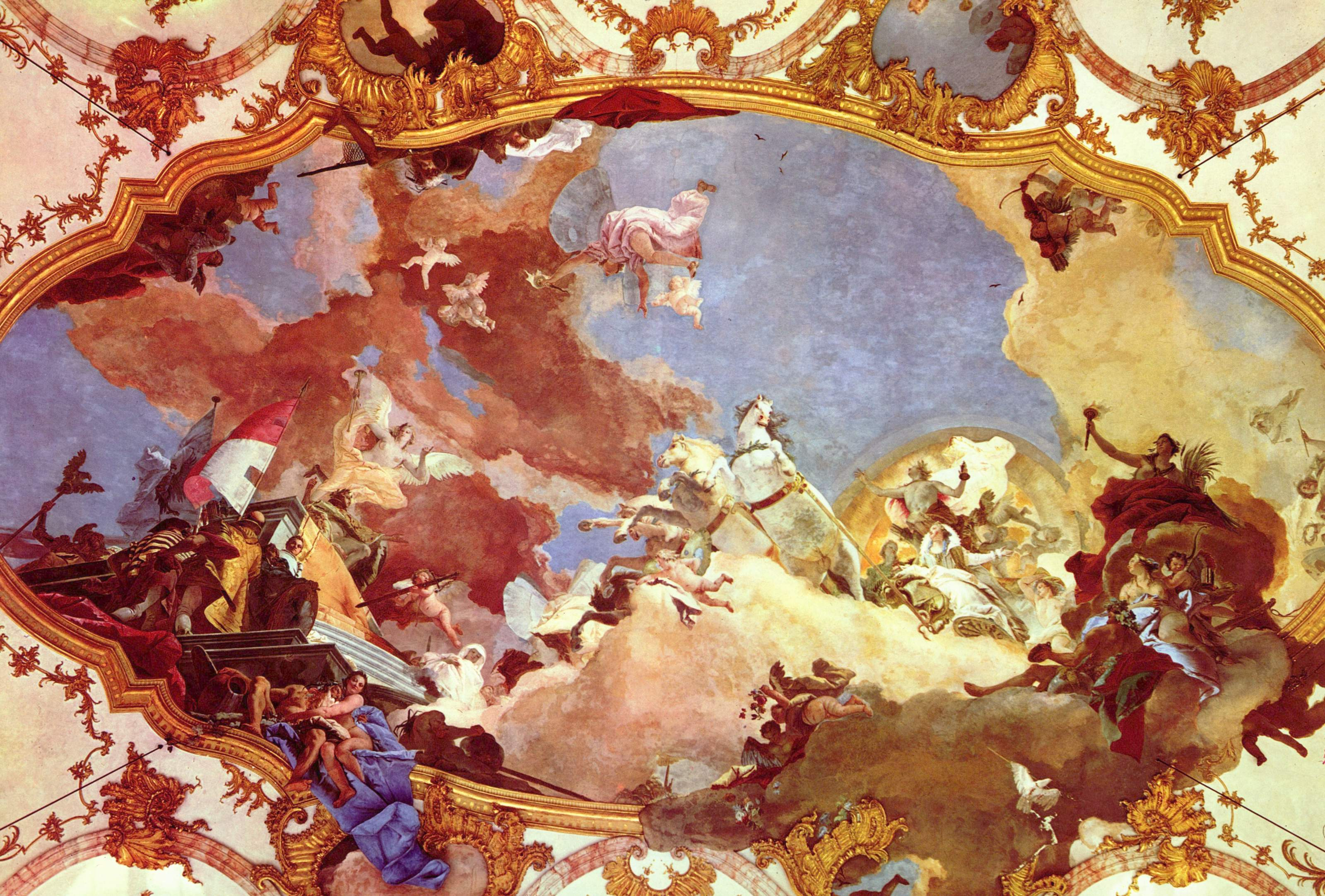
Deckenfresken des Kaisersaals im Würzburger Residenzschloss: Apollo führt Friedrich Barbarossa Beatrix von Burgund zu.

Am 25. Januar 1156 gelang es Burchard, die Exemtion vom öffentlichen Stadtrecht und die Befreiung von allen fiskalischen Abgaben für die Dienstmannen des Straßburger Domstiftes von Kaiser Friedrich bestätigen zu lassen. Dieses Vorrecht wurde auf die Dienstmannen der Stifte St. Thomas und St. Peter in der Vorstadt von Straßburg ausgedehnt.
Nach seiner Krönung begab sich Friedrich I. nach Würzburg, um sich mit Beatrix, Tochter des Grafen von Burgund, im Juni 1156 zu vermählen. Bischof Burchard gehörte zu den Hochzeitsgästen und begleitete den Kaiser nach den Feierlichkeiten nach Colmar, um die Angelegenheiten der Kirche zu besprechen. In diesem Jahr wurde der Kaiser durch einen Frieden zwischen Papst Hadrian und Wilhelm, König von Sizilien, maßlos verärgert und löste den bekannten Konflikt über den Begriff „beneficium“ aus und somit über die Frage, ob der Kaiser von Gottes Gnaden herrsche oder nicht. 

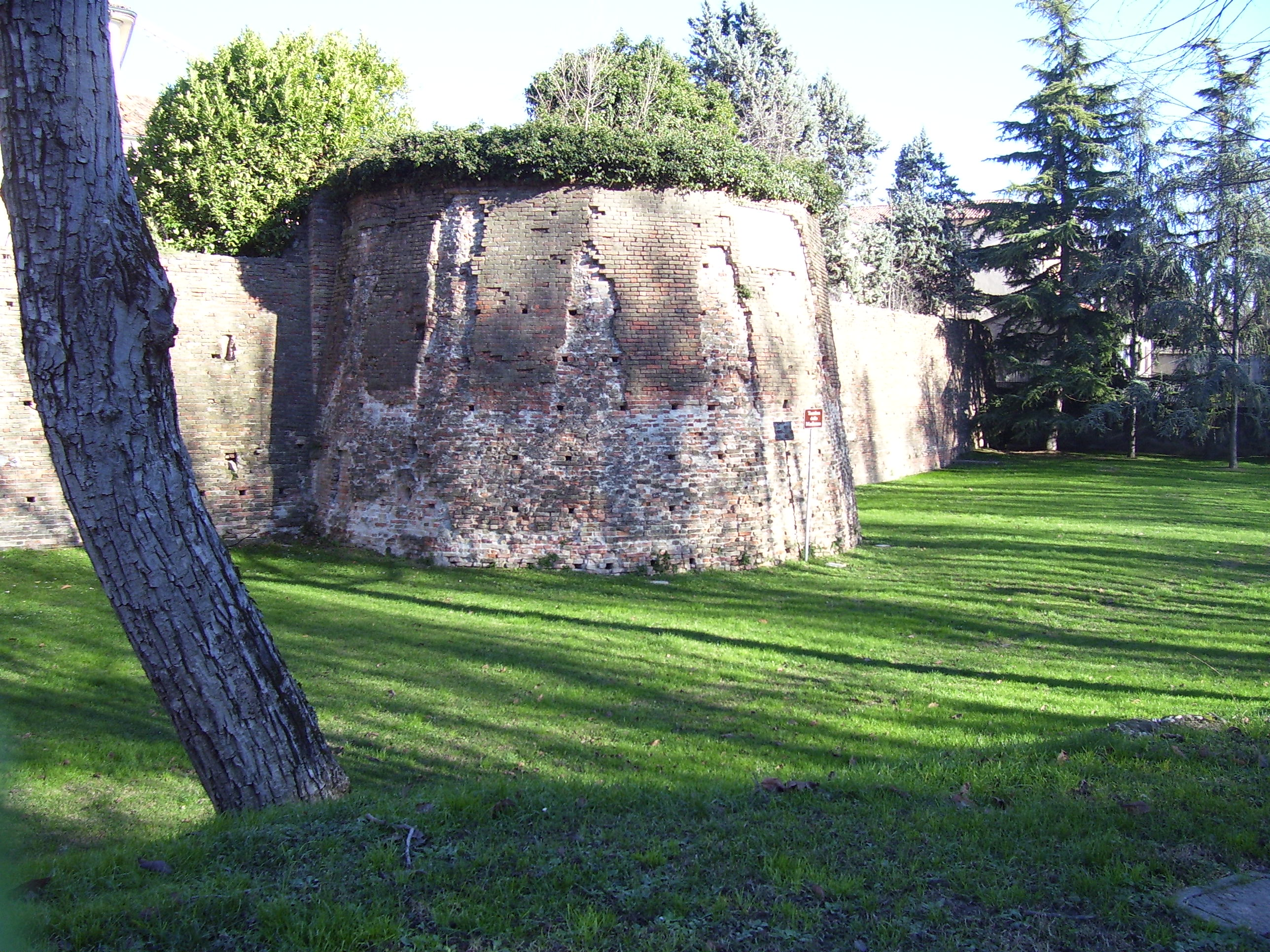
Stadtmauer Venete in Crema

Am 4. Mai 1158 weihte Burchard die Abteikirche in Neuburg ein, und kurz darauf begleitete er den Kaiser in den Krieg gegen rebellische lombardische Städte.
Als Papst Hadrian am 4. September 1159 verstarb, begünstigte der Kaiser den Kardinal Oktavian, dem das Wahlkollegium nur zwei Stimmen vergab. Kardinal Roland Bandinelli erhielt die anderen Stimmen und bestieg den römischen Stuhl unter dem Namen Alexander III. Er ging ins Exil nach Frankreich. 
Der Gegenpapst Viktor IV. empfing am 4. Oktober 1159 die päpstlichen Weihen unter dem Schutz des Kaisers und seiner Truppen. Friedrich I. versuchte die Angelegenheit auf gütlichem Wege zu schlichten. Doch ließ sich der in aller Legalität gewählte Papst nichts gefallen, denn die Berufung von Konzilien stehe allein dem rechtmäßigen Papst zu. 
Am 5. Februar 1160 in Pavia ließ der Kaiser Viktor IV. durch mehr als 53 Bischöfe und Erzbischöfe als Papst anerkennen. Der Monarch inthronisierte den Papst sozusagen mit Waffengewalt. Alexander III. reagierte mit den damals üblichen Mitteln und exkommunizierte Kaiser Friedrich zu Anagnia am 24. März 1160.
Viktor IV. berief am 19. Juli 1161 im neu erbauten Lodi ein Conciliabulum, dem der Kaiser und die große Mehrheit aller deutschen Bischöfe, unter ihnen Burchard von Michelbach, beiwohnten. Dabei huldigten die Prälaten dem neuen Papst.
Bischof Burchard konnte nach seiner Rückkehr nach Straßburg die Stiftsherren, die Kollegialen, den Klerus und die Klöster seiner Diözese für Viktor IV. gewinnen, wobei nicht ganz feststeht, ob sie über die Bedingungen der Wahl zu diesem Zeitpunkt Bescheid wussten und deswegen den Gegenpapst Viktor IV. als den rechtmäßig gewählten Papst ansahen.

## Künstlerische und geistige Aktivitäten in Burchards Amtszeit

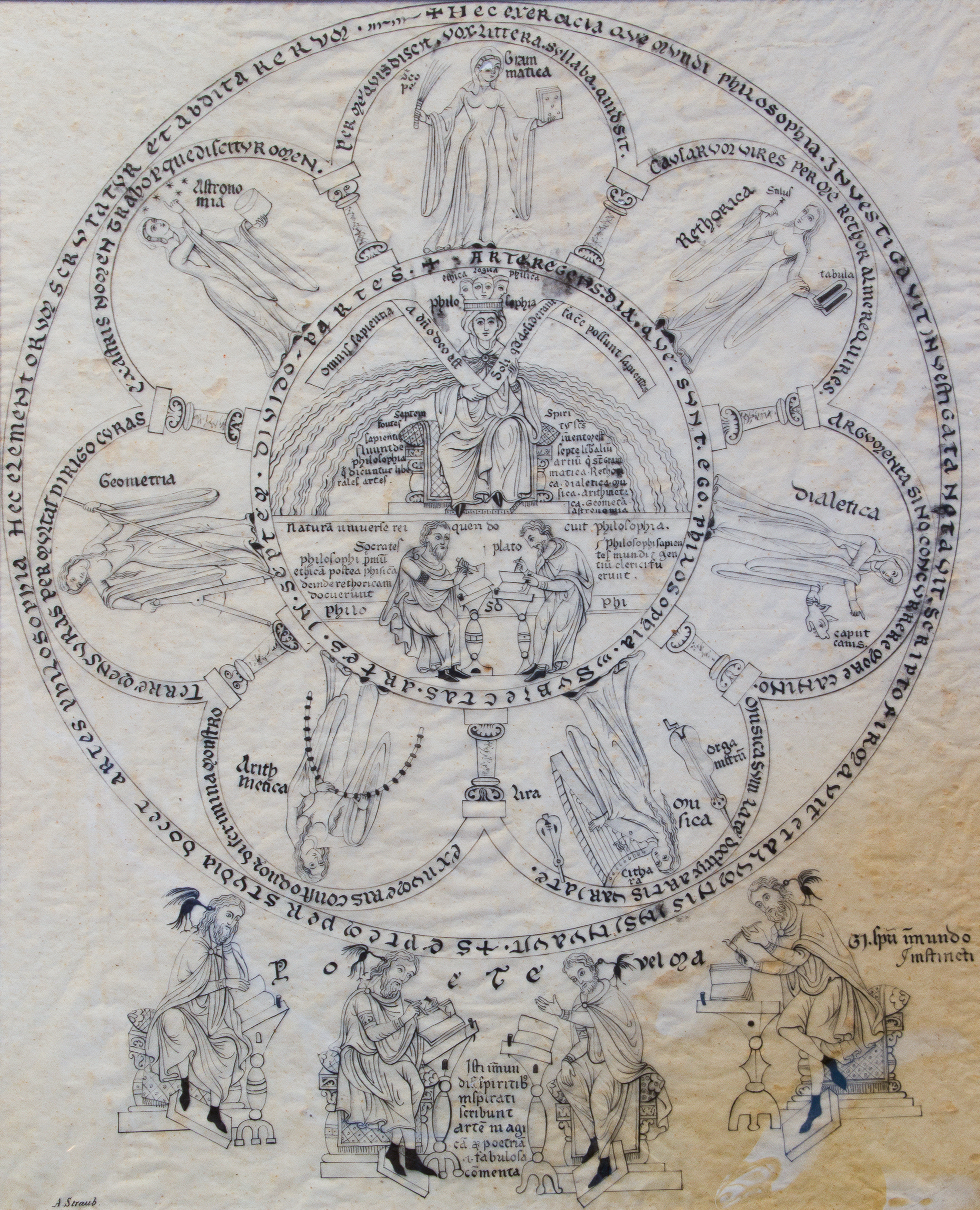
Hortus Deliciarum

In Burchards Diözese lebte damals die berühmt gewordene Äbtissin Relindis, die der Kaiser aus dem Benediktinerkloster Bergen bei Raichberg an der Donau berufen hatte, um in dem einst verfallenden Hohenburg-Kloster auf dem Odilienberg Zucht und Ordnung unter der Kontrolle des amtierenden Bischofs Burchard wiederherzustellen.

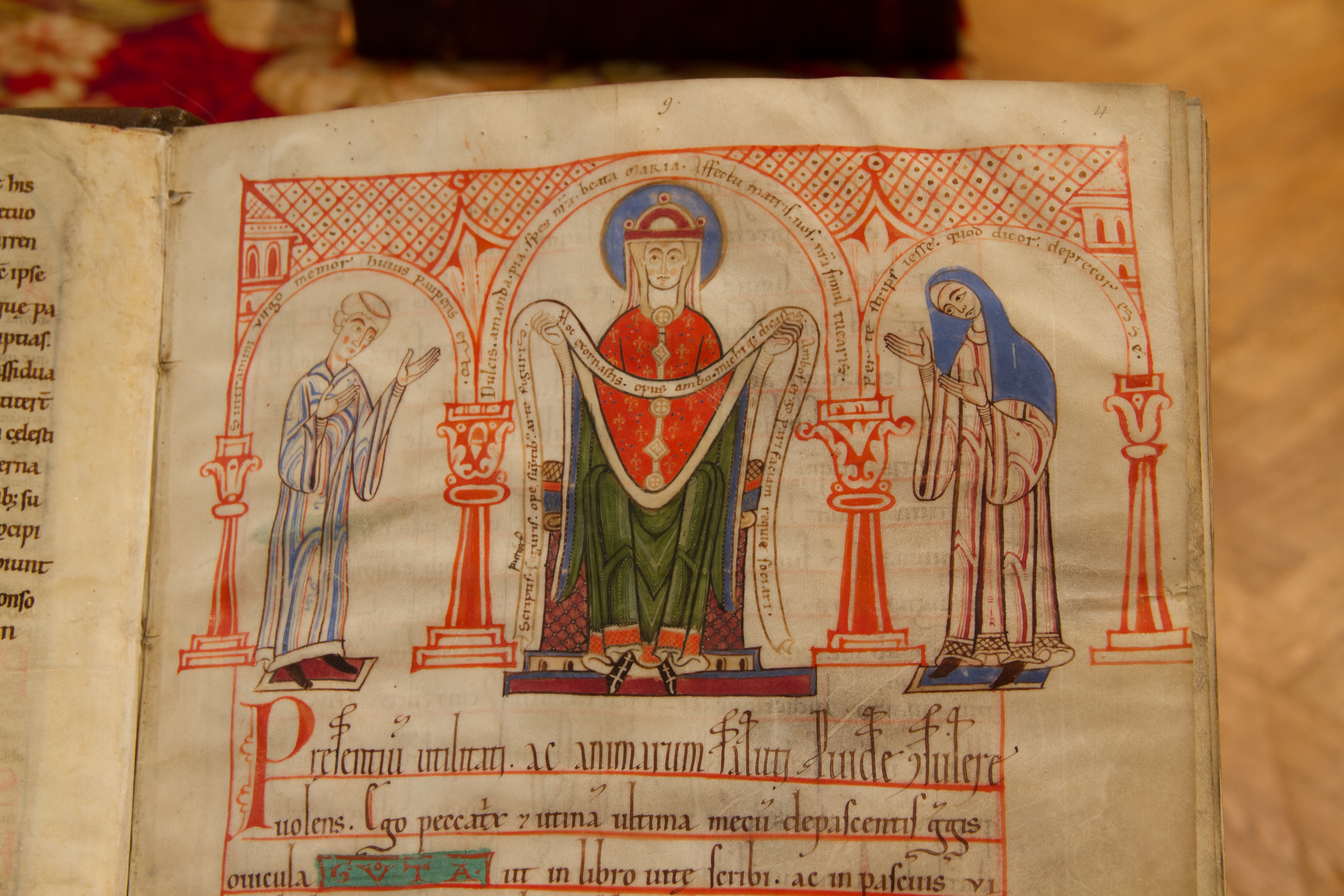
Guta-Sintram-Codex

Die edle, belesene Relindis unterrichtete die Nonnen des Konvents und unter anderen die künftige Oberin des Klosters, Herrad von Landsberg, die im Jahr 1167 ihrer Meisterin nachfolgte. Sie ist die bekannte Dichterin des Wonnegartens (hortus deliciarum). Der Wonnegarten befindet sich heute in der Bibliothek des Großen Seminars in Straßburg. 
Bischof Burchard hatte ebenfalls eine andere gelehrte und künstlerisch fleißige Augustiner-Chorfrau unter seiner bischöflichen Obhut, Guta von Schwarzenthann, vom 1149 bei Marbach gegründeten Kloster. Guta und der Augustiner-Chorherr Sintram von Marbach schrieben 1154 im Kloster Marbach in der Nähe von Voegtlinshoffen im Elsass den Codex Guta-Sintram, der das Martyrologium von Usuard, die Regel des heiligen Augustinus, den Kommentar von Hugo von St. Viktor und die alten Konstitutionen von Marbach enthält. Dieses kostbare Manuskript von europäischem Rang befindet sich jetzt in der Bibliothek des großen Straßburger Seminars.